# Pecunia (geld)
Pecunia betekent geld of vermogen. Het woord is afgeleid van het Latijnse woord pecus dat vee betekent. Omdat vee ooit diende als betaalmiddel kon de betekenis 'geld' ervan worden afgeleid.

## Gebruik
Het woord pecunia wordt soms gebruikt ter verlevendiging van de taal. Daarnaast komen het woord en zijn afleidingen voor in formele teksten, meestal in een financiële of juridische context. Als vernederlandst meervoud wordt soms de term 'pecuniën' gehanteerd. De woorden 'pecunieel' en 'pecuniair' komen beide in het Nederlands voor als bijvoeglijk naamwoord, in de betekenis: 'geld betreffend' of 'financieel', bijvoorbeeld in de uitdrukking: 'pecuniair belang'.
Het woord pecunia komt voor in een aantal Latijnse uitdrukkingen die soms ook in het Nederlands worden gebruikt:
- Pecuniae causa - ter wille van het geld
- Pro pecunia - voor geld (in tegenstelling met pro Deo (voor God) dat gratis betekent)
- Pecunia non olet - geld stinkt niet
- Deficiente pecunia - bij gebrek aan geld
- Pecuniae oboediunt omnia - geld wordt door alles gehoorzaamd
- Crescentem sequitur cura pecuniam - met het geld groeien de zorgen
- Crescit amor nummi quantum ipsa pecunia crevit - met de toename van geld, vermeerdert de hebzucht